# Архимандрития новгородская
Архимандрития новгородская — организационная система новгородских монастырей, возглавляемая выбранным вечевым решением на ограниченный срок новгородским архимандритом. Новгородских архимандритов признавали вторыми церковными иерархами после архиепископов. Они жили в Юрьеве монастыре — крупнейшей и главнейшей обители Новгородской земли, игумен которого автоматически становился избранником на пост архимандрита, сохранявший при этом настоятельство в монастыре.
Первым исследователем, охарактеризовавшим институт новгородских архимандритов, был Амвросий (Орнатский). Он считал, что новгородская архимандрития была учреждена в 1299 году. Кроме того, он составил первый перечень архимандритов Юрьева монастыря (в том числе и по периоду новгородской независимости).
Согласно утверждению Н. И. Костомарова, «архимандрит юрьевский, один из всех монастырских настоятелей носивший титул архимандрита, был первым лицом после владыки, его помощником».
И. Д. Беляев тоже рассматривал статус архимандрита в контексте главенствующего положения Юрьева монастыря среди других новгородских обителей. По словам ученого, «настоятель этого монастыря, в том числе один во всем Новгороде имел степень архимандрита, тогда как настоятели других монастырей были только игуменами»
Данные о деятельности архимандритов ограничены. Система Архимандрития реконструируется источниковедческим анализом узкого круга свидетельств. При этом фиксируется поздний её уровень — кануна ликвидации новгородской независимости (1478 год). В основных своих чертах архимандрития представляла собой особую структуру, объединявшую ктиторские монастыри, находившуюся в тесном организационном единстве с кончанскими органами управления Новгорода. Эта структура во главе с архимандритом только канонически подчинялась епархиальному управлению, в значительной же степени повторяла государственную систему Новгорода.